# Teatr Ludowy w Warszawie
Teatr Ludowy w Warszawie – nieistniejący teatr w Warszawie, działający w latach 1948–1974.

## Historia
Teatr powstał w 1948 roku pod nazwą Teatr Letni, a swoją działalność zainaugurował przedstawieniem Nitouche Henriego Meilhaca i Alberta Milhauda w reżyserii Tadeusza Cyglera. W kolejnych latach placówka nosiła nazwy:
- Ludowy Teatr Muzyczny (luty 1949 – sierpień 1952),
- Teatr Ludowy (wrzesień 1952 – sierpień 1961),
- Praski Teatr Ludowy (wrzesień 1961 – grudzień 1966),
- Teatr Ludowy (styczeń 1967 – październik 1974).

Od stycznia 1949 roku siedzibą Teatru były obiekty dawnej Zbrojowni nr 2 przy ul. Szwedzkiej 2/4. Natomiast w latach 1966–1974 zajmował również budynek przy ul. Puławskiej 37/39. W październiku 1974 roku kierownictwo placówki objął Mariusz Dmochowski, który przekształcił ją w Teatr Nowy, działający pod tą nazwą do 2005 roku.
W styczniu 1955 roku na bazie zespołu Teatru utworzono Scenę Objazdową Ziemi Mazowieckiej Teatru Ludowego, która z początkiem 1956 roku przekształciła się w Teatr Ziemi Mazowieckiej.
Podczas jego funkcjonowania, kierownictwo Teatru pełnili m.in. Janusz Strachocki (kierownik artystyczny, 1948–1949), Zbigniew Sawan (kierownik artystyczny, 1950–1952), Stanisław Kwaskowski (dyrektor naczelny i artystyczny, 1958–1960), Jerzy Rakowiecki (dyrektor naczelny i artystyczny, 1961–1968) i Jan Kulczyński (dyrektor naczelny i artystyczny, 1968–1974). Natomiast do zespołu teatralnego w latach 1948–1974 należeli m.in.:

- Arkadiusz Bazak
- Edward Dziewoński
- Marian Glinka
- Władysław Hańcza
- Zygmunt Hübner
- Emil Karewicz
- Zygmunt Kęstowicz
- Roman Kłosowski
- Irena Kwiatkowska
- Teresa Lipowska
- Zdzisław Maklakiewicz
- Stanisław Mikulski
- Jan Nowicki
- Mieczysław Pawlikowski
- Włodzimierz Press
- Ewa Wiśniewska
- Tomasz Zaliwski